# 丙吉
丙吉（前2世纪？—前55年3月17日），也作邴吉，字少卿，西漢魯國（今屬山東省曲阜市）人，丙吉年輕時研讀律令，通曉《詩經》、《禮經》，初任魯國獄史，累遷廷尉右監。漢武帝末年，他奉詔前往郡邸獄處理因巫蠱之禍被關押的犯人，期間保護年幼受牽連入獄的皇曾孫劉病已（即漢宣帝劉詢）。此後丙吉調任大將軍霍光麾下的長史，當汉昭帝駕崩，丙吉向霍光建議迎立皇曾孫劉病已為帝，因擁戴之功獲封關內侯，地節三年，為太子太傅，擢升御史大夫。
漢宣帝登基後，丙吉絕口不提自己從前的護佑之功，故朝廷無人知曉他的功勞，待霍氏家族被族滅後，漢宣帝方得知丙吉保全自己的恩惠，深受感動，封其為博陽侯，食邑一千三百戶。神爵三年，丙吉接替魏相擔任丞相總領朝綱，任上敦厚寬仁，識大體，被後世所稱道。五鳳三年丙吉去世，諡號「定」，由長子丙顯繼承其爵位。甘露三年繪像麒麟閣，為麒麟閣十一功臣之一。

## 生平

### 庇護皇孫
丙吉鑽研法律條文，擔任魯國的獄史，他積累功勞，逐步升遷至廷尉右監，後來因犯法而丟官，回到家鄉擔任州從事。汉武帝末年巫蛊之祸爆發，丙吉因為做過廷尉右監被召入京師长安，奉命前往郡邸獄處理因巫蠱之禍被關押的犯人。當時尚在襁褓中的汉宣帝出生僅幾個月，就因其皇曾孫的身分，受衛太子刘据之事被株連囚禁，丙吉見了相當憐憫他，又心知衛太子並沒有謀反的事實，對無辜受害的皇曾孫感到哀傷，丙吉於是從女犯中挑選謹慎厚道者，讓她們保護撫養皇曾孫，把皇曾孫安置在寬靜高敞的地方生活。
丙吉處理巫蠱之禍事件，歷經數年仍無法解決，後元二年，年邁的漢武帝得病，往來於長楊宮和五柞宮之間，當時望氣者說長安監獄裡有天子之氣，漢武帝因此派遣使者分別登記京師官府監獄中的在押罪犯，無論罪刑輕重一律都殺掉，內謁者令郭穰連夜來到郡邸獄準備處決犯人，丙吉則緊閉大門不讓郭穰進去，說：「皇曾孫在此！他人無辜被殺尚且不行，更何況是親曾孫呢！」丙吉一直守到天亮，郭穰始終無法進入，只得先回宮稟告漢武帝，漢武帝這時幡然醒悟，說道：「是天意讓他這麼做的。」於是下令赦免天下罪犯，郡邸獄的在押犯人都是靠丙吉才得以存活下來，丙吉的恩德遍及四海。後來監獄裡的皇曾孫患病，多次差點不能保全，丙吉屢屢吩咐餵養撫育他的乳母增加醫藥，拿自己的財物供給其衣食花費，看視照顧皇曾孫恩惠深重。
大赦之後，丙吉本打算將皇曾孫送往京兆尹處，然而京兆尹不肯接受又把皇曾孫送回郡邸獄，而後丙吉聽聞皇曾孫祖母史良娣的生母史貞君與兄長史恭仍健在，便將皇曾孫送至史家，交由史家撫養，當時史貞君已經年老，見到孤苦無依的劉病已，內心十分悲傷，於是親自照顧劉病已。後來漢武帝臨終時留下遺詔，恢復皇曾孫劉病已的皇室宗籍，將其養育於掖庭內。

### 議立宣帝
此後丙吉擔任車騎將軍的軍市令，又調遷為大將軍長史，霍光極為器重他，讓其擔任光祿大夫兼給事中。當汉昭帝駕崩後，由於漢昭帝沒有子嗣，大將軍霍光於是派遣丙吉等人前往昌邑迎立昌邑王刘贺為帝，但劉賀登基僅數日，便因行為淫亂遭廢黜，霍光與車騎將軍張安世等眾臣重新商議新皇人選，還沒有定下來，丙吉此時把上陳的內容寫在简牍上給霍光，說道：
|  | 將軍侍奉孝武皇帝，接受輔佐幼主的重責，肩負天下的重任，孝昭皇帝早逝沒有繼承人，天下百姓擔憂害怕，想盡快知道是由何人繼承大統。發喪之日以大義立支屬子弟為後，由於所立者不適任，又依據大義將其廢黜，天下人沒有不心服的，如今國家的前途、皇室的安危、百姓的生命繫於將軍的決策。我私下聽見民間議論，考察他們的言談，皇族諸侯王在位的，沒聽說誰在民間享有聲望。而受武帝遺詔所撫養的皇曾孫劉病已，先後住在外家與掖庭，我從前被差遣在郡邸獄時，見他還幼小，如今已經十八九歲了，通曉經術，有才華，舉止文靜，風度平和。希望將軍與群臣謹慎商議，並參考卜筮之詞，皇曾孫應當被表彰尊顯，可先讓他入宮侍奉上官太后，讓天下人明白知曉，然後決定大計，這是天下百姓的大幸！ |

霍光看了丙吉的建議，決定擁立皇曾孫，派宗正劉德和丙吉到掖庭迎接他。漢宣帝剛登上皇位不久，便大肆封賞立下擁戴之功的朝廷諸臣，丙吉亦被封為關內侯。

### 哺育之功
丙吉為人深沉厚道，從不誇耀自己。自從皇曾孫登基為帝後，丙吉絕口不談以前對他的恩惠，所以朝廷上下無人知道他的功勞，地节三年，漢宣帝立長子劉奭為皇太子，丙吉擔任太子太傅，幾個月後，調任為御史大夫。等到霍氏家族被誅滅後，漢宣帝親理朝政，視察尚書事務。
這時，掖庭有一位名叫則的宮婢讓她在民間的丈夫上書，陳述她對漢宣帝曾有保育養護的功勞，奏章被下交給掖庭令查問，宮婢則供稱說丙吉了解情況，掖庭令於是帶著則到御史府給丙吉看，丙吉認得她，對則說：「你曾因為撫養皇曾孫不謹慎監護而受到笞刑，你哪裡有什麼功勞？只有渭城的胡組、淮陽的郭徵卿對皇曾孫有恩。」丙吉分別奏明胡組等人養育皇曾孫的勞苦情況，漢宣帝下令讓丙吉訪求胡組、郭徵卿，此時兩人皆已去世，他們有子孫，都受到重賞，漢宣帝另外下詔赦免了則的宮婢身分，復為平民，並賜給她十萬錢。
而後漢宣帝親自接見則並詢問她詳情，這才得知丙吉對自己有舊恩，卻始終不說，漢宣帝認為丙吉非常賢良。於是下詔給丞相說：「在朕身分卑賤的時候，御史大夫丙吉對朕有舊恩，他的德行善美，《诗经》不也說嗎？『恩德沒有得不到回報的。』茲封丙吉為博陽侯，食邑一千三百戶。」將要受封時，丙吉碰巧得病且病勢沉重，漢宣帝打算派人帶著侯印去賜封他，以趕在丙吉生前。漢宣帝憂心丙吉會一病不起，太子太傅夏侯胜對此則說：「這樣的人是不會死的，臣聽說積有陰德者，一定會享受其福分快樂並延及他的子孫，如今丙吉尚未獲得報償而病重，這不是他致死的疾病。」後來丙吉果然痊癒。
丙吉之後上書堅決推辭爵位，說自己不應以空名受賞，漢宣帝答覆說：「朕封賞您，並不是空名，而您上書歸還侯印，這反倒是彰顯朕的不仁德，現今天下平安少事，您要養好精神，減少擔憂思慮，延醫吃藥，多加保重。」五年後，丙吉接替魏相擔任丞相。

### 秉政寬宏
丙吉本來起身於獄法小吏，後來學習《詩經》、《禮經》，都能通曉大意，到他身居丞相之位時，崇尚寬大，喜歡禮讓，手下分曹辦事的屬吏有受賄犯罪、不稱職的，丙吉就讓他長期休假，終究不追究查辦。有門客對丙吉說：「您身為汉朝的丞相，奸吏以權謀私，卻沒有給予懲辦。」丙吉說：「堂堂三公府衙有懲辦吏員的名聲，我私下感到鄙陋。」後來接替丙吉擔任丞相者，也沿襲此舊例，公府不懲辦吏員，從丙吉開始。

### 宥恕馭吏
丙吉對於麾下的屬吏，總是掩蓋他們的過失，褒揚他們的賢能。替丙吉駕車的馭吏喜愛飲酒，屢次擅離職守，散漫放蕩，他曾在跟隨丙吉外出時，因喝醉了酒而呕吐在丞相車上，西曹報告丙吉說要斥退馭吏，丙吉說：「因為醉酒的過失而趕走一名士人，叫他何處容身呢？西曹姑且容忍他，這不過是弄髒了丞相車上的坐墊而已。」最終沒有趕走馭吏。
那名被寬恕的馭吏出身漢朝邊郡，一向熟悉邊塞因緊急情況發特急文書報警的事，某次馭吏外出，恰巧看見驛站的骑兵手提一個紅白兩色的文書袋，便知道這是邊郡發送特急文書飛馳而來的，馭吏於是跟隨騎兵到公車打探消息，得知敵寇入侵了雲中郡與代郡，他連忙回府向丙吉彙報情況，並說：「恐怕敵寇所入侵的邊郡，二千石級的長吏中有老病不能勝任軍事者，應當預先查看一下。」丙吉認為馭吏說的對，便叫東曹查看邊郡長吏的檔案資料，分類紀錄他們的經歷。沒過多久，漢宣帝下令召見丞相、御史大夫，查問敵寇所入侵的郡中吏員情況，丙吉一一回答，御史大夫因突然被問及而不能詳知，為此受到責備，丙吉則被稱讚為憂慮邊患、盡思職守，這都是馭吏的功勞。丙吉於是嘆息道：「士人沒有不可用的，各有各自的長處，假若我沒先聽到馭吏的彙報，又怎能得到皇上的慰勞與勉勵呢？」屬吏們由此更加認為丙吉賢明。

### 丙吉問牛
有一次丙吉外出，碰上清道時眾人鬥毆，死傷者倒臥在路上，丙吉經過卻不過問，他的屬吏感到奇怪。而後丙吉繼續前行，遇到一個人正在追趕牛，牛喘著氣吐出舌頭來，丙吉止住車駕，派隨從的騎吏去問那人：「你追趕牛走了幾里？」屬吏們認為丞相當問的不問，不該問的卻要問。有人以此譏諷丙吉，丙吉說：「民眾鬥毆互相殺傷，理應由長安縣縣令、京兆尹禁戒追捕，年終再由丞相考核他們治績的優劣，奏明皇上執行行賞罷了，丞相不親自處理這些枝微末節的小事，不應在道路上過問。現在正值春季，天氣本該不會太熱，我擔心牛走的不遠卻因暑熱而喘氣，此乃节气失常，恐怕對國家有所傷害。三公掌管調和阴阳，這是職份內的事，應當憂慮，所以過問。」屬吏們這才心服口服，認為丙吉識大體。

### 慧眼識人
五鳳三年的春天，丙吉病重，漢宣帝親臨問候並詢問他說：「您如果不幸去世，誰可以接替您的職位呢？」丙吉辭謝道：「大臣們的品行才能，聖明的君主自然知道，愚臣我無所認識。」漢宣帝執意詢問，丙吉於是叩头說：「西河郡太守杜延年明於法度，通曉國家舊制，從前擔任九卿十多年，現為郡守，治政有聲。廷尉定國執法審慎公平，天下人都自認沒有冤案。太仆陳萬年侍奉後母孝順，為人淳樸敦厚，行為端正。這三人的能力都在臣之上，希望皇上明察。」漢宣帝認為丙吉所言正確無誤而答應了他，等到丙吉逝世，御史大夫黃霸接任丞相，徵召西河郡太守杜延年擔任御史大夫，適逢他年邁請求退休，因病免職，於是以廷尉于定國接替其為御史大夫，等到黃霸去世，于定國擔任丞相，太僕陳萬年接替于定國任御史大夫，他們在工作崗位上都稱職，漢宣帝因此稱讚丙吉善於識別人才。

### 怒責長子
丙吉去世後，谥号為「定」，由他的長子丙顯繼承其爵位，丙顯官至卫尉、太僕。甘露年間，丙顯由於在祭祀宗庙時騎馬至司馬門，犯下不敬之罪，被削爵一級降為關內侯。早在丙顯年輕擔任諸曹時，便曾經隨從祭祀過高廟，而丙顯直到祭祀前夕要查看祭祀用的牲畜與用具時，才派人去取齋戒用的素服，丙吉得知後大怒，對他的夫人說：「宗廟至關重要，丙顯卻不敬重謹慎，將來丟掉我爵位的人一定是丙顯。」夫人幫丙顯求情，才免予處罰。

### 福延子孫
到了汉元帝年間，長安一個被貶爵為士伍名叫尊的人上書說：
|  | 臣年輕時擔任郡邸小吏，親眼見到孝宣皇帝以皇曾孫的身分被囚禁在郡邸獄，當時的治獄使者丙吉見皇曾孫無辜受害，因而仁心感動，哭泣悲傷，他不僅在服勞役的犯人中挑選出胡組照顧皇曾孫，更經常親自照看，臣白天則侍候皇曾孫睡臥在郡邸庭上。後來武帝命令郭穰來長安殺盡郡邸獄的囚犯，丙吉抵禦大難，不避嚴刑峻法，大赦之後，丙吉對郡邸獄的守丞誰如說，皇曾孫不應待在郡邸獄，派誰如移送文書給京兆尹，遣送皇曾孫和胡組一同去京兆尹處，京兆尹不肯接受又送了回來，等到胡組服刑期滿，應當回去，皇曾孫思念不捨，丙吉於是自己出錢雇傭胡組，讓她留下來與郭徵卿一起撫育皇曾孫幾個月，才打發她離去。 後來掌管掖庭府藏的嗇夫稟告丙吉說：「沒有詔令供給皇曾孫的食用。」當時丙吉得到米、肉供給，每個月都給予皇曾孫，丙吉有病無法前往的時候，就派臣早晚去探望皇曾孫，查看墊席被褥是否乾燥，監督胡組、郭徵卿，不讓她們早晚離開皇曾孫出去遊蕩，丙吉多次給皇曾孫進獻甘美的食物，所以才能補養精神，使聖體發育成長，功德真是無量啊！當時豈能預知皇曾孫會成為一代明君，為天下造福，而希圖回報呢？丙吉實在是出自內心的仁慈恩惠，即使是介之推割下自己的股肉以救晋文公，也不足以與他相比。 孝宣皇帝時，臣曾經上書奏明這些情況，奏書恰巧交付到丙吉手中，丙吉謙讓不敢自誇，刪去了臣的這些陳述，把功勞歸給胡組、郭徵卿，她們兩人都因此得到賞賜的田地、住宅、錢財，丙吉則被封為博陽侯，臣不能與胡組、郭徵卿相比，臣年老貧困，早晚要死了，如果終究不說明這些情況，恐怕有功之臣不著名於後世，丙吉的兒子丙顯因為違犯輕微法令被削爵為關內侯，臣愚蠢地認為應該恢復他的爵位跟食邑，以報答他父親的功德。 |

此前丙顯擔任太僕十多年，與下屬勾結狼狽為奸，得贓款一千多萬錢，司隶校尉昌追究彈劾，定為「不道」之罪，奏請漢元帝批准逮捕丙顯，漢元帝說：「前丞相丙吉對朕有舊恩，朕不忍心斷絕他的後代。」於是免去丙顯的官職，削減食邑四百戶，後來又任命他為城門校尉，丙顯去世後，其子丙昌繼承關內侯的爵位。
汉成帝時，朝廷收錄被停止世袭的功臣，準備予以賜賞，認為丙吉的舊恩特別深厚，故此在鸿嘉元年，漢成帝下詔給丞相、御史大夫說：「聽說褒揚有功德之人，接續斷絕的世系，這是敬重宗廟、廣開聖賢之路的作法，表彰有功之人要延及其子孫，這是古今的通理，茲封丙吉之孫中郎将、關內侯丙昌為博陽侯，供奉丙吉的祭祀。」博陽侯侯國因此在斷絕三十二年後復續，丙昌傳給兒子丙並再到孫子丙勝客，至王莽時才絕封。

## 軼事
長安城中有一名善於看相的相師田文，曾在韋賢、魏相、丙吉微賤時與他們相會，田文說：「今日在場的三人，都是丞相啊！」日後韋賢、魏相、丙吉竟接續坐上丞相之位，一如田文所言。

## 評價
- 班固：古之制名，必繇象類，遠取諸物，近取諸身。故經謂君為元首，臣為股肱，明其一體，相待而成也。是故君臣相配，古今常道，自然之勢也。近觀漢相，高祖開基，蕭、曹為冠，孝宣中興，丙、魏有聲。是時黜陟有序，眾職修理，公卿多稱其位，海內興於禮讓。覽其行事，豈虛虖哉[1]。
- 褚少孙：以讀書好法令至御史大夫。……明於事，有大智，後世稱之[4]。
- 權德輿：在漢孝宣，厲精理道，則有魏相通故事，丙吉知大體，百職修明，中興有聲[6]。
- 宋庠：吉徒知暑近而失時，不知政敗傷氣。徒知小事之不問，不知庶職之已隳。……詩曰：「白圭之玷，尚可磨也。斯言之玷，不可為也。」其丙吉之謂乎！後之者，或以不攖物務為高，不治政事為達，生靈殄瘁，移過於有司，巖廊拱黙，自安於高位。晉魏而下，清談喪國者，未必不源自是也，可訥也哉[7]。
- 洪迈：蕭、曹、丙、魏、房、杜、姚、宋為漢、唐名相，不待誦說。……蕭何且死，所推賢唯曹參，魏、丙同心輔政，房喬每議事，必曰非如晦莫能籌之，姚崇避位，薦宋公自代。唯賢知賢，宜後人之莫及也[8]。
- 黃震：相有紓怨於霍氏必報，吉有大恩於宣帝不言；相以嚴毅稱，意吉以寬大輔政。丙魏之不可同日而語，明矣[9]。
- 羅璧：陳平為宰相，不問錢、穀、訟獄，丙吉為宰相，不問橫道死人，但以鎮國家、理陰陽、親諸侯、附百姓為事，汲黯為九卿，拾遺補過，文正公所至為政，敦禮教、厚風俗，皆識其大者也[10]。
- 朱右：維我皇上，聰明天啟，衷斷如神。思廣漢道，以昌後人。於時腹心干城，股肱臣鄰，殫謀竭慮，效忠致身，顯功名於當世，咸際會於風雲。有如博陸侯仗義秉節，定萬世策，豐功盛烈，宜尊之而不名，俾冠群列。張以忠勤，韓以有守。充國之制敵振威，魏丙之廉貞忠厚，同心輔治，垂裕不朽。劉杜之材智，梁蕭之經術，苏武之節不辱，炳炳乎嘉績[11]。
- 解縉：漢朝好宰相，以前數蕭何、曹參，以後，只數魏相、丙吉[12]。
- 葉盛：黃霸只是州郡之才，為宰相而事鉤距，固無如許精神，天下亦將無所容，而弊將不勝其多矣。若丙吉，則又傷於大鶻突。易曰：「易簡，得天下之理。」孟子曰：「智者行其所無事。」宰相之道，其在是乎[13]。
- 归有光：君德賴以培養，生民賴以滋息，社稷賴以鎮定，此忠厚之臣也。其在於古，若償金、脫驂、翻羹、唾面之類，皆可以言忠厚也。其大者，則如曹參、周勃、丙吉、狄仁傑、郭子仪、裴度、吕端、王旦、韩琦之徒是也[14]。
- 冯梦龙：若丙吉不問旁死人而問牛喘，未免失之迂腐[15]。
- 王夫之：使得丙吉之量，宋璟、張九齡之節，韓琦之忠，姚崇、杜黃裳之才，清本源，振綱紀，以納之於高明弘遠之途，漢其復振矣乎[16]。

## 家族
- 長子丙顯：曾任衛尉、太僕、城門校尉等職，五鳳三年襲封博陽侯之位，後因有罪遭削爵為關內侯[1][2]。
  - 孫子丙昌：鴻嘉元年六月以丙吉之孫的身分，復封為博陽侯，死後諡號「康」[1][2]。
    - 曾孫丙並：元始二年繼承爵位，諡號「釐」[2]。
      - 玄孫丙勝客：末代博陽侯，王莽建立的新朝滅亡後，封國斷絕[2]。
- 次子丙禹：官拜水衡都尉[1]。
- 幼子丙高：任中壘校尉[1]。

## 延伸閱讀
[在维基数据编辑]
 《史記/卷096》，出自司馬遷《史記》
 《漢書·卷074》，出自班固《漢書》

| 前任： 魏相 | 西汉御史大夫 前67年—前59年 | 繼任： 萧望之 |
| 前任： 魏相 | 西汉丞相 前59年—前55年     | 繼任： 黃霸   |